# Districts de Voïvodine

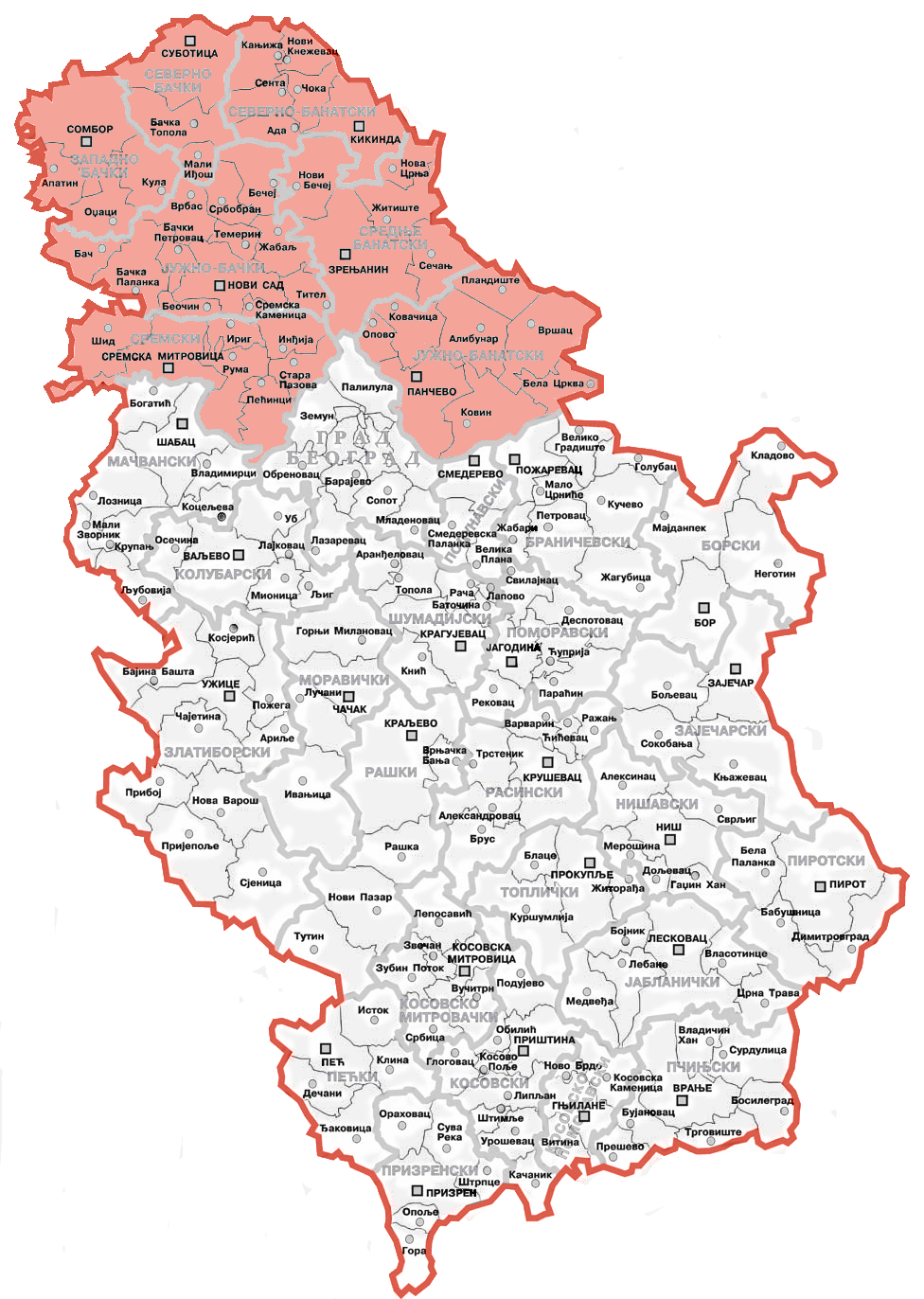
Les districts de Voïvodine en Serbie

La Voïvodine, province autonome de Serbie compte en tout sept districts (en serbe cyrillique Окрузи et en serbe translittéré Okruzi). Chaque district est constitué de plusieurs municipalités.
| Nom                  | Nom en serbe cyrillique | Population 2002 | Centre administratif |
| -------------------- | ----------------------- | --------------- | -------------------- |
| Bačka septentrionale | Севернобачки округ      | 200 140         | Subotica             |
| Bačka occidentale    | Западнобачки округ      | 214 011         | Sombor               |
| Bačka méridionale    | Јужнобачки округ        | 593 666         | Novi Sad             |
| Banat central        | Средњебанатски округ    | 208 456         | Zrenjanin            |
| Banat septentrional  | Севернобанатски округ   | 165 881         | Kikinda              |
| Banat méridional     | Јужнобанатски округ     | 313 937         | Pančevo              |
| Syrmie               | Сремски округ           | 335 901         | Sremska Mitrovica    |